# Заболотний Тарас Дмитрович
Заболотний Тарас Дмитрович (2 січня 1946, м. Товсте Тернопільської обл.) — доктор медичних наук, професор (1992), завідувач кафедри терапевтичної стоматології факультету післядипломної освіти Львівського національного медичного університету імені Данила Галицького (від 1984). 
Напрями наукових досліджень: вивчення особливостей клінічного перебігу, лікування і профілактики захворювань пародонту пацієнтів із патологією серцево-судинної системи на тлі автоімунного тироїдиту, ранніх стадій цукрового діабету; дослідження впливу шкідливих чинників довкілля (цементне виробництво, видобуток сірки, використання пестицидів, виробництво скла та ін.) на стан органів ротової порожнини; впровадження новітніх методів обстеження функціонального стану тканин пародонту, сучасних композитних та фотополімерних пломбувальних та ендодонтичних матеріалів в практику терапевтичної стоматології. 
Автор близько 130 наукових і навчально-методичних праць, серед них 25 авторських свідоцтв на винаходи. 

## Біографічні відомості
1946 - народився у м. Товсте Тернопільської обл.
1968 - закінчив стоматологічний факультет Львівського медичного інституту.
1968-1969 - стоматолог у Велико-Грибовицької дільничої лікарні.
1969 - стоматолог поліклініки м. Нестерів (нині м. Жовква)Львівської обл.
1969-1971 - служба в армії.
1972-1974 - клінічний ординатор при кафедрі терапевтичної стоматології Львівського державного медичного інституту.
1975-1976 - старший лаборант кафедри терапевтичної стоматології Львівського державного медичного інституту.
1976-1984 - асистент кафедри терапевтичної стоматології Львівського державного медичного інституту.
1978 - захистив кандидатську дисертацію, здобув науковий ступінь кандидата медичних наук.
1984 - завідувач кафедри терапевтичної стоматології факультету післядипломної освіти Львівського медичного університету.
1985 - доцент.
1992 - захистив докторську дисертацію, здобув науковий ступінь доктора медичних наук
1992 - професор.
Академік УАН.